# Monaco aux Jeux olympiques d'été de 1972
Cet article contient des informations sur la participation et les résultats de Monaco aux Jeux olympiques d'été de 1972, qui ont eu lieu à Munich en République fédérale d'Allemagne.

## Résultats

### Escrime
| Athlète             | Épreuve           | Premier tour  | Second tour | Quarts de finale | Demi-finales | Finale       |
| Athlète             | Épreuve           | Rang          | Rang        | Rang             | Rang         | Rang         |
| ------------------- | ----------------- | ------------- | ----------- | ---------------- | ------------ | ------------ |
| Jean-Charles Seneca | Épée individuelle | 4e (Qualifié) | 4e          | Non qualifié     | Non qualifié | Non qualifié |

#### Premier tour
Voici ci-dessous les résultats du premier tour de l'épreuve d'épée individuelle. Les quatre premiers se qualifient pour la suite de la compétition. Seneca, arrivé 4e, se qualifie donc pour la suite du tournoi.
| \| Rang \| Athlète \| CG \| CP \| TD \| TD \| \| ---- \| ------------------------- \| -- \| -- \| -- \| -- \| \| 1 \| Graham Paul (GBR) \| 3 \| 2 \| 23 \| 21 \| \| 2 \| Panagiotis Dourakos (GRE) \| 3 \| 2 \| 23 \| 21 \| \| 3 \| Henryk Nielaba (POL) \| 3 \| 2 \| 21 \| 22 \| \| 4 \| Jean-Charles Seneca (MON) \| 2 \| 3 \| 22 \| 23 \| \| 5 \| James Melcher (USA) \| 2 \| 2 \| 21 \| 22 \| \| 6 \| Alain Anen (LUX) \| 1 \| 3 \| 22 \| 23 \| | Combats : - Graham Paul (GBR) 5 - 4 Jean-Charles Seneca (MON) - Panagiotis Dourakos (GRE) 5 - 4 Jean-Charles Seneca (MON) - Henryk Nielaba (POL) 5 - 4 Jean-Charles Seneca (MON) - Jean-Charles Seneca (MON) 5 - 4 James Melcher (USA) - Jean-Charles Seneca (MON) 5 - 4 Alain Anen (LUX) |    |    |    |    |
| Rang | Athlète | CG | CP | TD | TD |
| 1 | Graham Paul (GBR) | 3  | 2  | 23 | 21 |
| 2 | Panagiotis Dourakos (GRE) | 3  | 2  | 23 | 21 |
| 3 | Henryk Nielaba (POL) | 3  | 2  | 21 | 22 |
| 4 | Jean-Charles Seneca (MON) | 2  | 3  | 22 | 23 |
| 5 | James Melcher (USA) | 2  | 2  | 21 | 22 |
| 6 | Alain Anen (LUX) | 1  | 3  | 22 | 23 |

#### Second tour
Voici ci-dessous les résultats du second tour de l'épreuve d'épée individuelle. Les trois premiers se qualifient pour la suite de la compétition. Seneca, arrivé 4e, ne se qualifie donc pas pour la suite du tournoi.
| \| Rang \| Athlète \| CG \| CP \| TD \| TD \| \| ---- \| ------------------------- \| -- \| -- \| -- \| -- \| \| 1 \| Jacques Brodin (FRA) \| 5 \| 0 \| 25 \| 13 \| \| 2 \| Hans-Jürgen Hehn (FRG) \| 3 \| 2 \| 21 \| 18 \| \| 3 \| Anton Pongratz (ROU) \| 2 \| 3 \| 18 \| 18 \| \| 4 \| Jean-Charles Seneca (MON) \| 2 \| 3 \| 21 \| 23 \| \| 5 \| Claudio Francesconi (ITA) \| 2 \| 3 \| 17 \| 23 \| \| 6 \| Graham Paul (GBR) \| 1 \| 4 \| 16 \| 23 \| | Combats : - Jacques Brodin (FRA) 5 - 5 Jean-Charles Seneca (MON) - Anton Pongratz (ROU) 5 - 1 Jean-Charles Seneca (MON) - Jean-Charles Seneca (MON) 5 - 3 Hans-Jürgen Hehn (FRG) - Jean-Charles Seneca (MON) 5 - 5 Graham Paul (GBR) - Claudio Francesconi (ITA) 5 - 5 Jean-Charles Seneca (MON) |    |    |    |    |
| Rang | Athlète | CG | CP | TD | TD |
| 1 | Jacques Brodin (FRA) | 5  | 0  | 25 | 13 |
| 2 | Hans-Jürgen Hehn (FRG) | 3  | 2  | 21 | 18 |
| 3 | Anton Pongratz (ROU) | 2  | 3  | 18 | 18 |
| 4 | Jean-Charles Seneca (MON) | 2  | 3  | 21 | 23 |
| 5 | Claudio Francesconi (ITA) | 2  | 3  | 17 | 23 |
| 6 | Graham Paul (GBR) | 1  | 4  | 16 | 23 |

### Tir
| Athlète         | Épreuve                          | Résultat                                    | Résultat |
| Athlète         | Épreuve                          | Points                                      | Rang     |
| --------------- | -------------------------------- | ------------------------------------------- | -------- |
| Joe Barral      | Petite carabine position couchée | 593                                         | 31e      |
| Pierre Boisson  | Petite carabine position couchée | 581                                         | 73e      |
| Francis Boisson | Petite carabine 3 positions      | 1004 (375 couché, 303 à genoux, 326 debout) | 67e      |
| Paul Cerutti    | Trap                             | 171                                         | 45e      |